# Agnitosternum apicale
Agnitosternum apicale är en skalbaggsart som beskrevs av Jordan 1894. Agnitosternum apicale ingår i släktet Agnitosternum och familjen långhorningar. Inga underarter finns listade i Catalogue of Life.